# Тарзаново тајно благо
Тарзаново тајно благо је филм из 1941. године који је заснован на ликовима Едгара Рајса Бароуза. То је пети филм из серијала о Тарзану у коме глуми Џони Вајсмилер.

## Улоге
| Глумац          | Улога          |
| --------------- | -------------- |
| Џони Вајсмилер  | Тарзан         |
| Морин О'Саливан | Џејн           |
| Џони Шефилд     | дечак          |
| Реџиналд Овен   | професор Елиот |
| Бари Фицџералд  | О`Дул          |
| Том Конвеј      | Медфорд        |
| Чита            | глуми себе     |